# Taillet
Taillet (catalansk: Tellet) er en by og kommune i departementet Pyrénées-Orientales i Sydfrankrig.

## Geografi
Taillet ligger 43 km sydvest for Perpignan. Nærmeste byer er mod nordøst Oms (4 km) og mod sydøst Céret (13 km).

## Demografi

### Udvikling i folketal
| 1962                                                              | 1968 | 1975 | 1982 | 1990 | 1999 | 2007 | 2011 | 2017 |
| ----------------------------------------------------------------- | ---- | ---- | ---- | ---- | ---- | ---- | ---- | ---- |
| 85                                                                | 56   | 47   | 52   | 74   | 83   | 81   | 117  | 105  |
| Tal fra og med 1962 er uden dobbelttælling (sans doubles comptes) |      |      |      |      |      |      |      |      |